# Coyrière
Coyrière es una localidad y comuna francesa situada en la región de Franco Condado, departamento de Jura, en el distrito de Saint-Claude y cantón de Bouchoux.

## Demografía
| 48 | 50 | 40 | 48 | 74 | 74 | 61 |
| Para los censos de 1962 a 1999 la población legal corresponde a la población sin duplicidades (Fuente: INSEE [Consultar]) |    |    |    |    |    |    |